# Татар Синан бег джамия
Татар Синан бег (бей) джамия (на македонска литературна норма: Татар Синан бег џамија) е средновековен мюсюлмански храм в град Куманово, Северна Македония. Джамията е изградена в 1532 година и няколко пъти е обновявана.

## История
Джамията е сред най-старите ислямски паметници в Кумановско. Изградена е от Татар Синан бег между 1520 и 1530 година, според някои източници в 1532 година. Дар е от Татар Синан бег, за когото няма други данни. Първото споменаване на храма е от 1550 година: „селището се сдобило с голям мюсюлмански храм, който имал свой хамам, двама мюезина и един прислужни – каим“. В 1660 година Евлия Челеби пише:
| „ | Джамията на чаршията е хубава. Тука има текия, медресе, хан, хамам, голям брой дюкяни и воденици... | “ |

Джамията е обновявана многократно и оригиналният ѝ изглед е нарушен. В 1944 година пострадват минарето и горните части на джамията.
В надписа на една надгробна плоча в двора на джамията пише, че в 1659/60 годиа хаджи Осман Сюлейман бил първият мутевелия на тази джамия.

## Архитектура
Джамията представлява еднокуполна сграда с трем от северната страна, което е основна архитектурна особеност на раноосманските джамии и е един от най-многобройните видове джамии от XVI век на Балканите. Преходът от молитвената част към купола е решен с помощта на така наречения фриз на турски триъгълници, доста интересно и рядко решение, което заедно с необичайно високия барабан на купола на джамията, кръгъл отвън и отвътре, правят джамията уникална за Македония. Във вътрешността на джамията има обичайните джамийни елементи – михраб, минбар и махвил които се отличават с простота на формите.
Джамията е уникална и с декоративната обработка в плитък релеф на надпрозоречните зони отвън, както и в обработката на пространството над главния вход и шерефето. Флоралните и геометричните орнаменти използвани за декориране на пространството над прозорците от горната зона стилово много приличат на декоративните елементи от църквата „Свети Георги“ в Младо Нагоричане, което показва, че може да са дело на местни майстори.
Цялата джамия, с изключение на по-късните пристройки, е изградена от добре обработени каменни квадратни блокове от жълтокафяв камък от района на Жеглигово. Минарето е разположено в западната част на джамията. Това не е много високо и е поставено на четириъгълен постамент, който продължава в полигонално тяло и се отличава с елегантно изпълнена сталактитна украса под шерефето. В двора западно от джамията има гробище с голям брой надгробни камъни.